# Palazzo Cioffi
Le Palazzo Cioffi est un palais de Naples donnant sur la riviera di Chiaia (au numéro 264), au bord de la baie de Naples.

## Histoire
Le palais est construit à l'emplacement d'une ancienne propriété de la famille Carafa remontant au XVIIe siècle. Le palais actuel est bâti dans la seconde moitié du XVIIIe siècle et au début du XIXe siècle par la famille Cioffi-Caracciolo. Dans les années 1950 et 1960, les proportions de l'édifice sont altérées à cause de la construction d'une salle cinématographique dans le jardin et de la surélévation d'un étage.
L'intérieur est décoré de statues de marbre. La façade s'élève à cinq étages (y compris l'étage supplémentaire); la base est caractérisée par une décoration en stuc à bandes interrompu seulement par les ouvertures des balcons et du portail d'entrée arqué entouré de colonnes de marbre blanc et de pierres de piperno noires, le tout datant du XVIIIe siècle. La façade est décorée de  pierres de taille angulaires sur les côtés et les étages sont scandés par des corniches en bandeau. L'étage noble se distingue par les corniches des balcons à tympan triangulaire. Le balcon central présente une décoration florale qui soutient le blason en stuc.
On remarque des restes de l'édifice baroque napolitain dans la cour intérieure. Un édifice bas divise au fond le palais avec la propriété située à l'arrière. Ce petit édifice est caractérisé par un portail avec un fronton cintré terminé par un buste au centre, flanqué de « pignatte » (vases surmontés d'une pigne) angulaires à la fin des volutes. Le passage est formé d'un arc polygonal en marbre et piperno. À l'extrémité de l'arc se trouvent deux reliefs figurant des chevaux rampants avec la devise DONEC AD METAM. Deux ouvertures mineures arquées se trouvent de côté avec un tympan semi-circulaire brisé, dont le milieu avait dû autrefois accueillir d'autres bustes.
Le palais est aujourd'hui divisé en appartements.

## Illustrations

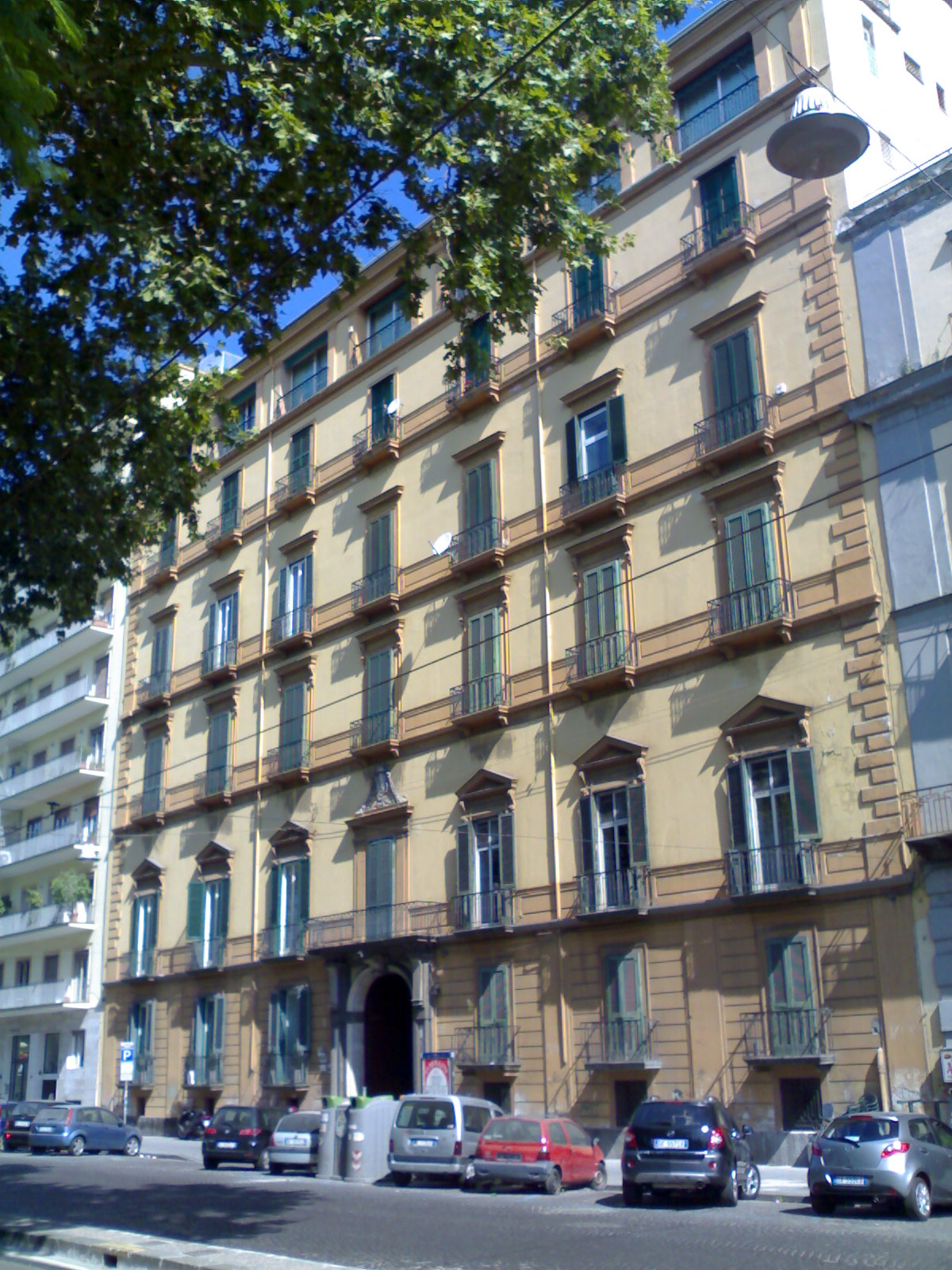
Vue du Palazzo Cioffi
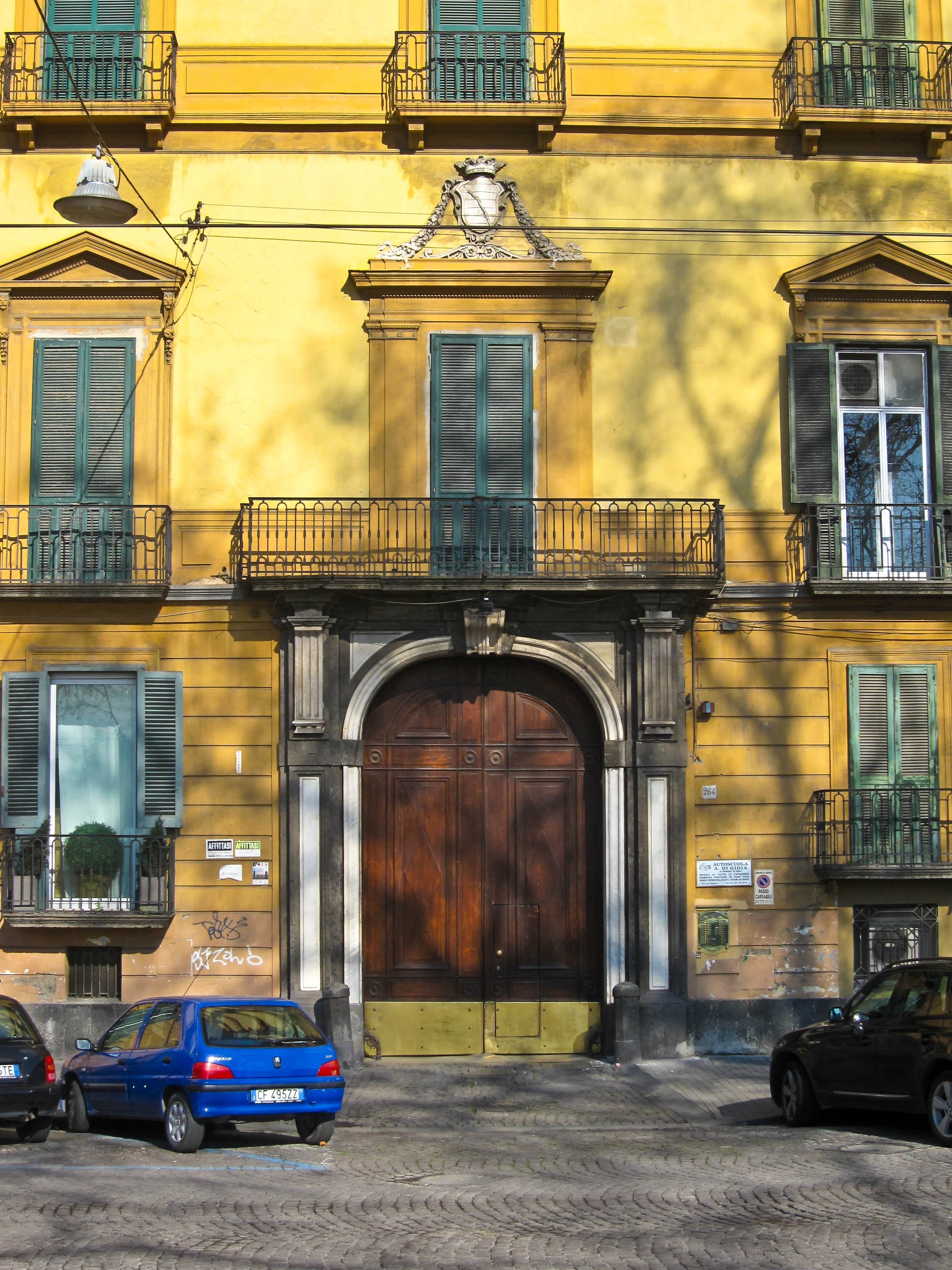
Détail du portail d'honneur
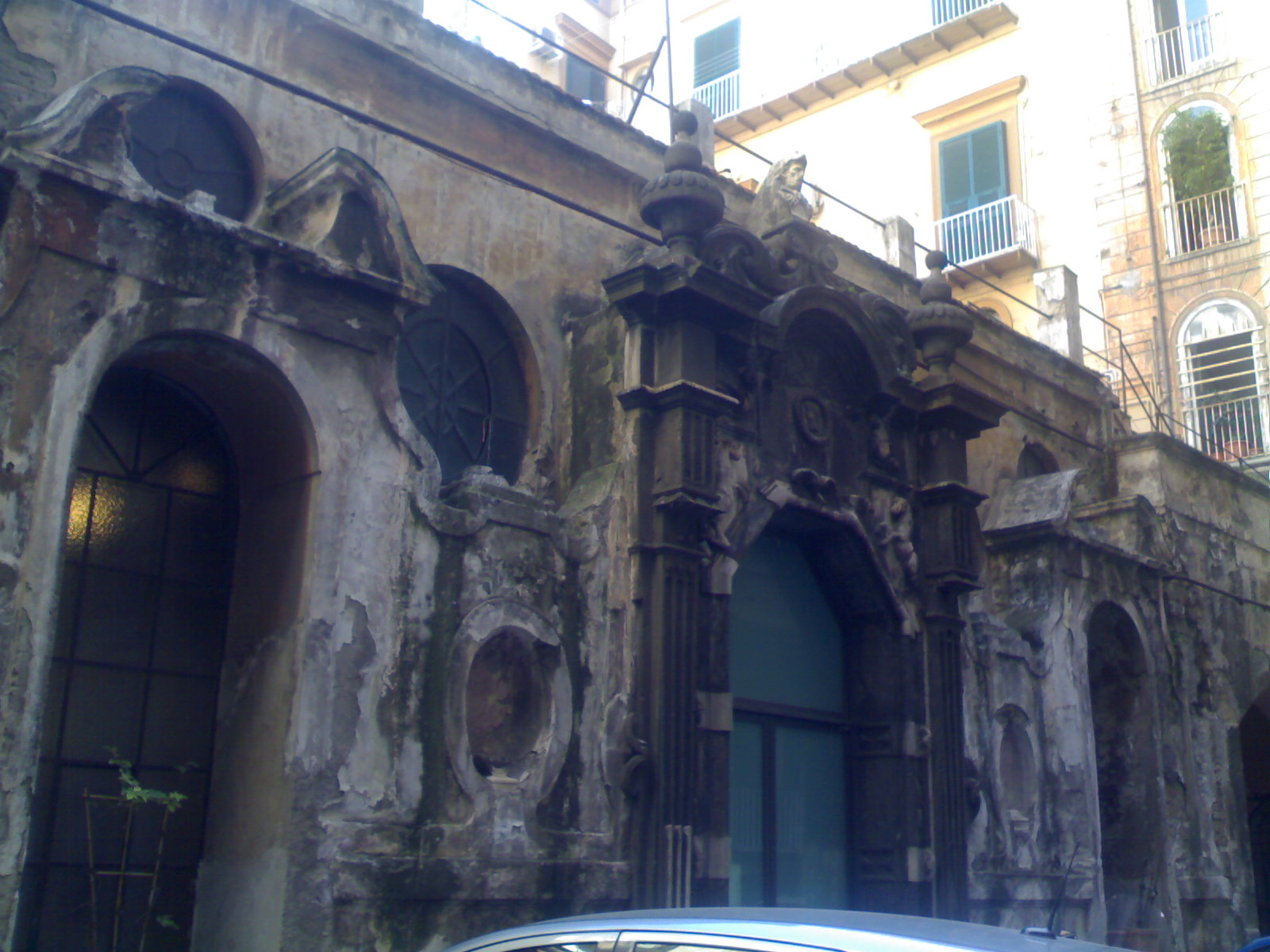
Édifice de la cour intérieure

## Bibliographie

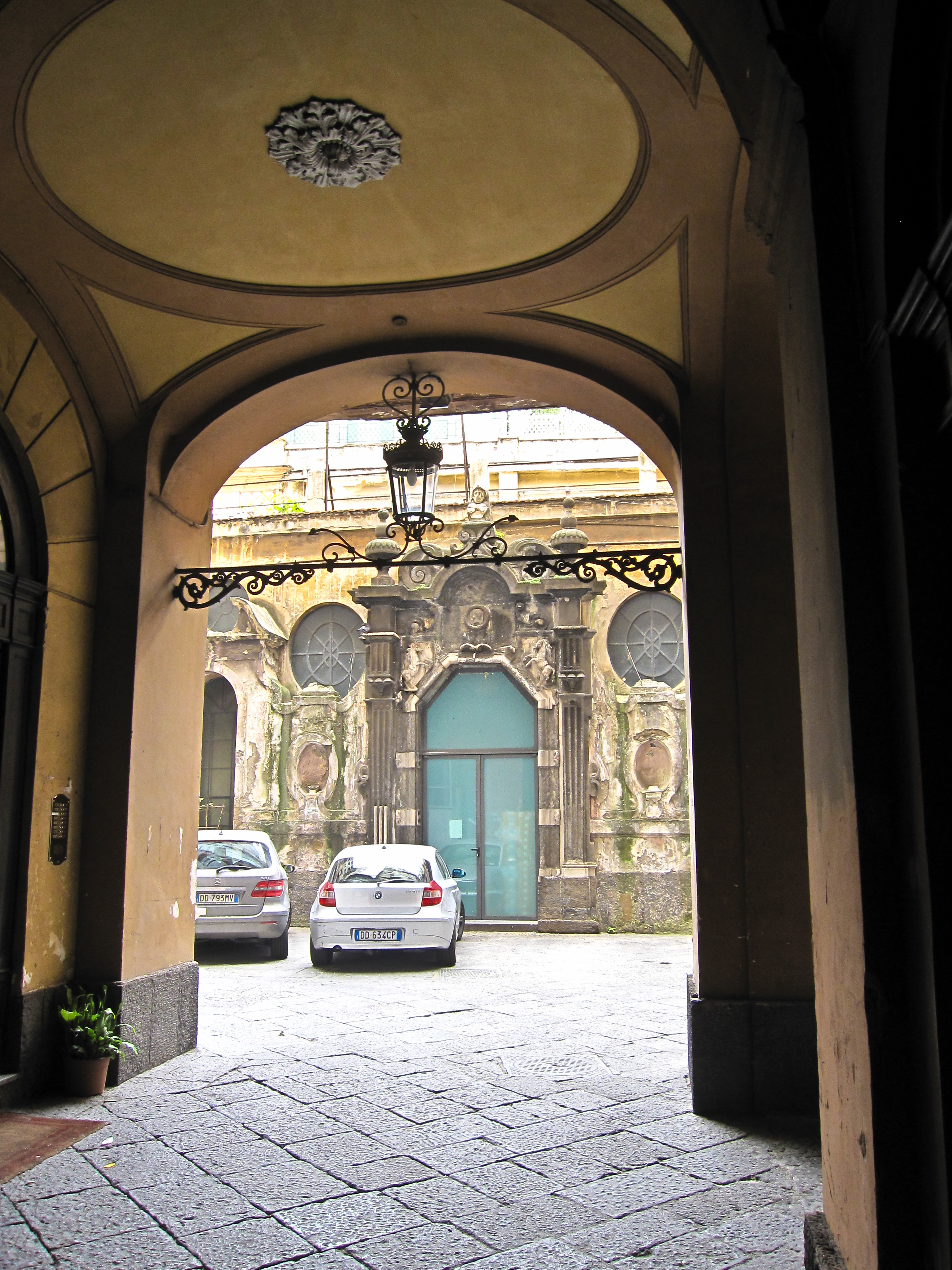
Vue de la cour intérieure par le portail d'honneur.

## Source de la traduction
- (it) Cet article est partiellement ou en totalité issu de l’article de Wikipédia en italien intitulé « Palazzo Cioffi » (voir la liste des auteurs).